# Фінал ATP 2021
ATP Finals 2021 — тенісний турнір, що проходив на кортах з твердим покриттям у місті Турин, Італія з 15 до 21 листопада.

## Фінальна частина

### Одиночний розряд
Александр Зверєв —  Данило Медведєв 6–4, 6–4

### Парний розряд
П'єр-Юг Ербер /  Ніколя Маю —  Ражів Рам /  Джо Солсбері 6–4, 7–6(7–0)